# Augusto Pestana (om politic)
Augusto Pestana (n. 22 mai 1868-d. 29 mai 1934) a fost un inginer și politician brazilian.
Născut în Rio de Janeiro într-o familie de funcționari publici de origine portugheză, Augusto Pestana a absolvit în 1888 Politecnica Escola do Rio de Janeiro, Brazilia, cea mai veche școala de inginerie din această țară. Ca tânăr, el s-a alăturat mișcării republicane braziliene și mișcării pozitiviste, formațiuni care au contribuit la răsturnarea monarhiei în 1889.
După ce sa mutat, la sfârșitul anilor 1880, în Rio Grande do Sul, un stat sudic al Braziliei, Pestana a devenit specialist în inginerie de cale ferată și în administrație publică, precum și unul dintre principalii lideri ai Partidului Republican din Rio Grande do Sul.
El a fost director al coloniei Ijuí, unul dintre cele mai bune exemple de integrare rasială și culturală din sudul Braziliei. Când Ijuí a devenit o municipalitate în 1912, Pestana a fost ales primul primar.
Augusto Pestana a reprezentat statul Rio Grande do Sul în Brazilia Congres National (Parlamentul Federal al Braziliei) pentru patru perioade legislative (1915-1920, 1928-1930).
Orașul brazilian de Augusto Pestana este numit după el.